# Наумов, Александр Иванович
Нау́мов Алекса́ндр Ива́нович (29 августа [11 сентября] 1907, Волово, Тульская губерния — 31 мая 1997, Санкт-Петербург) — советский градостроитель, автор Генерального плана Ленинграда 1966 года, доктор архитектуры, профессор, член-корреспондент Академии строительства и архитектуры СССР. Почётный член Российской академии архитектуры и строительных наук. С 1984 по 1985 год — член секретариата Союза архитекторов СССР и председатель правления Ленинградской организации Союза архитекторов РСФСР.

## Биография

### Ранние годы
Родился 29 августа (11 сентября) 1907 года в селе Волово (ныне — в Воловском районе Тульской области) в семье железнодорожного служащего. Отец — Иван Яковлевич Наумов — работал путеобходчиком, мать — Пелагея Никитична — все силы отдавала дому: в семье Наумовых росло 6 детей: 4 мальчика и 2 девочки. Все братья Александра: старший Михаил и младшие — Василий и Федор — пошли по стопам отца, получили техническое образование и впоследствии работали на железной дороге. Старшая сестра Анастасия выбрала медицинское училище и стала медсестрой-психиатром. Другая сестра — Клавдия — окончила Московский областной клинический институт, избрав специальность педиатра.
Александр с 10 лет помогал отцу и часто ходил вместе с ним на работу. Но это не помешало школьным занятиям. Учёбу будущий градостроитель начал в железнодорожной школе села Волово, затем перешёл в девятилетку имени М. В. Ломоносова, которую окончил с отличием. В школьные годы Александр Наумов увлёкся музыкой и создал вместе с друзьями музыкальный коллектив: аккомпанируя себе на балалайке, гитаре и мандолине, мальчики исполняли популярные песни того времени.
В 1926 г. Александр Наумов подал документы в Московское высшее техническое училище (ныне — МГТУ им. Н. Э. Баумана). Вступительные экзамены он сдал на «отлично», но зачислен не был. В тот год в МВТУ принимали только «тысячников» — специальный целевой набор по призыву коммунистической партии.
Временно отложив планы получить высшее образование, Александр Наумов поступил в Московский топографический техникум, который окончил в 1929 году. С дипломом техника-топографа Наумов был принят на службу в Главное геодезическое управление Высшего совета народного хозяйства (ВСНХ) в Москве. Работа оказалась опасной: молодого специалиста тут же отправили в командировку в Среднюю Азию. Условия жизни там были очень тяжёлые. Однажды во время обмеров Наумову пришлось отбиваться ножом от разъярённого медведя.
В 1931 г. Александр Наумов был призван на военную службу и ненадолго стал курсантом Военно-топографической школы в Детском Селе под Ленинградом, что определило его дальнейшую судьбу. По окончании службы Наумову было присвоено военное звание старшего инженера-лейтенанта.

### Учёба в ЛИИКС
После службы в армии Наумов решил не возвращаться в Москву и в том же 1931 г. подал заявление в Ленинградский институт инженеров коммунального строительства (ЛИИКС) и поступил на архитектурный факультет. Ленинград в то время являлся центром многих авангардных начинаний в области архитектуры и градостроительства. В то же время в ЛИИКС сохранилась старая, ещё досоветская профессура. Там преподавали такие видные учёные и архитекторы, как академик архитектуры, профессор Г. Д. Гримм и главный архитектор Ленинграда, член-корреспондент Академии архитектуры, доктор архитектуры, профессор Л. А. Ильин. Во главе кафедры планировки населённых мест стоял профессор А. П. Иваницкий (в 1932 г. его сменил профессор В. А. Витман). А кафедрой архитектурного проектирования руководил профессор А. А. Оль, вошедший в историю Ленинграда и Санкт-Петербурга как архитектор «Слёзы социализма» — Дома-коммуны инженеров и писателей (ул. Рубинштейна, 7) и один из соавторов проекта «Большого дома» (здания ОГПУ-НКВД на Литейном пр., 4).
В 1934 г. Наумов, будучи студентом 3-го курса, вместе с своими институтскими товарищами И. И. Грызловым и И. Н. Халиным завоевал победу в закрытом конкурсе «Проект дворца Красной армии и флота в Кронштадте». На пятом курсе молодые градостроители А. И. Наумов, А. А. Афонченко, И. Н. Халин и И. Г. Мецхваришвили приняли участи в открытом конкурсе «Схема Генерального плана Ленинграда». По их, тогда ещё студенческой задумке, территория города должна была увеличиться в два с лишним раза, а основное развитие должно было идти в южном направлении, на землях, удалённых от неспокойной в те годы границы с Финляндией.
В проекте город окаймлялся новой широтной трассой, названной Дуговой магистралью. Она была призвана объединить все районы Ленинграда. Место пересечения Дуговой магистрали с нынешним Московским проспектом (до 1950 г. он именовался Международным) заявлялось как второй, намного более современный центр города. Здесь планировалось создать большую площадь с правительственными зданиями. Ещё две парадные площади были запланированы на пересечениях Дуговой магистрали с проспектом Стачек и новой широтной улицей, которая стала бы продолжением исторического луча Ленинграда и Санкт-Петербурга — Гороховой улицы. Эту трассу студенты намеревались дотянуть практически до Колпина, а Московский (Международный) проспект, доходивший в ту пору только до Рощинской улицы, должен был заканчиваться на Пулковских высотах. Здесь Наумову пригодился опыт топографа, полученный в ВСНХ.
В 1935 г. студенческий проект был удостоен Первой премии, а сама разработка легла в основу дипломных проектов Александра Наумова и его сотоварищей. Уже в 1936 г. Наумов окончил институт с «красным» дипломом, успешно защитив дипломный проект на тему: «Генеральный план развития Ленинграда и Музей революции на Пулковских высотах».

### Личная жизнь
В 1936 г. у Александра Наумова погиб отец. Мать с дочерьми после похорон переехала в Москву. Там же, в столице, училась на врача невеста Наумова — Вероника Валерьяновна Морошкина. Два года спустя, в 1938 г., Александр Иванович оформил официальный брак со своей избранницей. Молодая семья получила жильё в новом Доме специалистов на Лесном пр., 61. По нормам того времени, супругам выделили одну комнату в дворовом флигеле. Вероника Валерьяновна (она оставила свою девичью фамилию Морошкина) перевелась из Москвы в Ленинград, став студенткой Первого медицинского института (ныне — ПСПбГМУ им. И. П. Павлова). Однако, окончить вуз она смогла уже после войны, когда вернулась из эвакуации.
Осенью 1941 г. Александр Наумов проводил свою семью на «большую землю»: Вероника Валерьяновна уезжала из осаждённого Ленинграда с грудным ребёнком на руках. Их сын Боря родился незадолго до начала Великой Отечественной войны, в сентябре 1940-го. Сам архитектор остался в Ленинграде и провёл в нём все 872 дня блокады. Семья воссоединилась в марте 1944 г. Супруга Наумова получила диплом о высшем образовании и начала работать врачом и научным сотрудником в Ленинградском санитарно-гигиеническом институте.

### Карьера
К середине 1940-х гг. Александр Иванович Наумов стал заметной фигурой в архитектурных кругах Ленинграда. Позади была успешная работа над проектом первого советского Генплана города 1939—1941 гг. и маскировочные мероприятия во время блокады, которыми Наумов руководил вместе с новым главным архитектором Ленинграда Николаем Варфоломеевичем Барановым. Должность заместителя главного архитектора города Александр Наумов занимал с 1938 г., а в 1943 г. к ней добавилась вторая, не менее значительная — заместитель начальника Архитектурно-планировочного управления города (АПУ).
В 1948 г. группа ведущих ленинградских архитекторов под руководством Н. В. Баранова и А. И. Наумова завершила ещё один грандиозный проект — Генеральный план восстановления и развития города после Великой Отечественной войны и блокады.
В 1949 г. семья Наумовых переехала с Лесного проспекта в дом Адамини на углу реки Мойки и Марсова поля. В начале XX века по этому адресу проживал в Петербурге писатель Леонид Андреев, а само здание упоминала в своей «Поэме без героя» Анна Ахматова. В 1942 г. дом Адамини сильно пострадал от прямого попадания двух авиабомб. Одна из них полностью разрушила среднюю часть корпуса со стороны Мойки, вторая — пробила крышу со стороны Марсова поля, обрушив внутренние перекрытия. После войны здание было восстановлено. Архитектору Наумову выделили квартиру в заново отстроенной части. В том же доме жил непосредственный начальник Наумова, главный архитектор Ленинграда Н. В. Баранов, и писатель Юрий Герман вместе с сыном, впоследствии всемирно признанным кинорежиссёром и сценаристом Алексеем Германом.

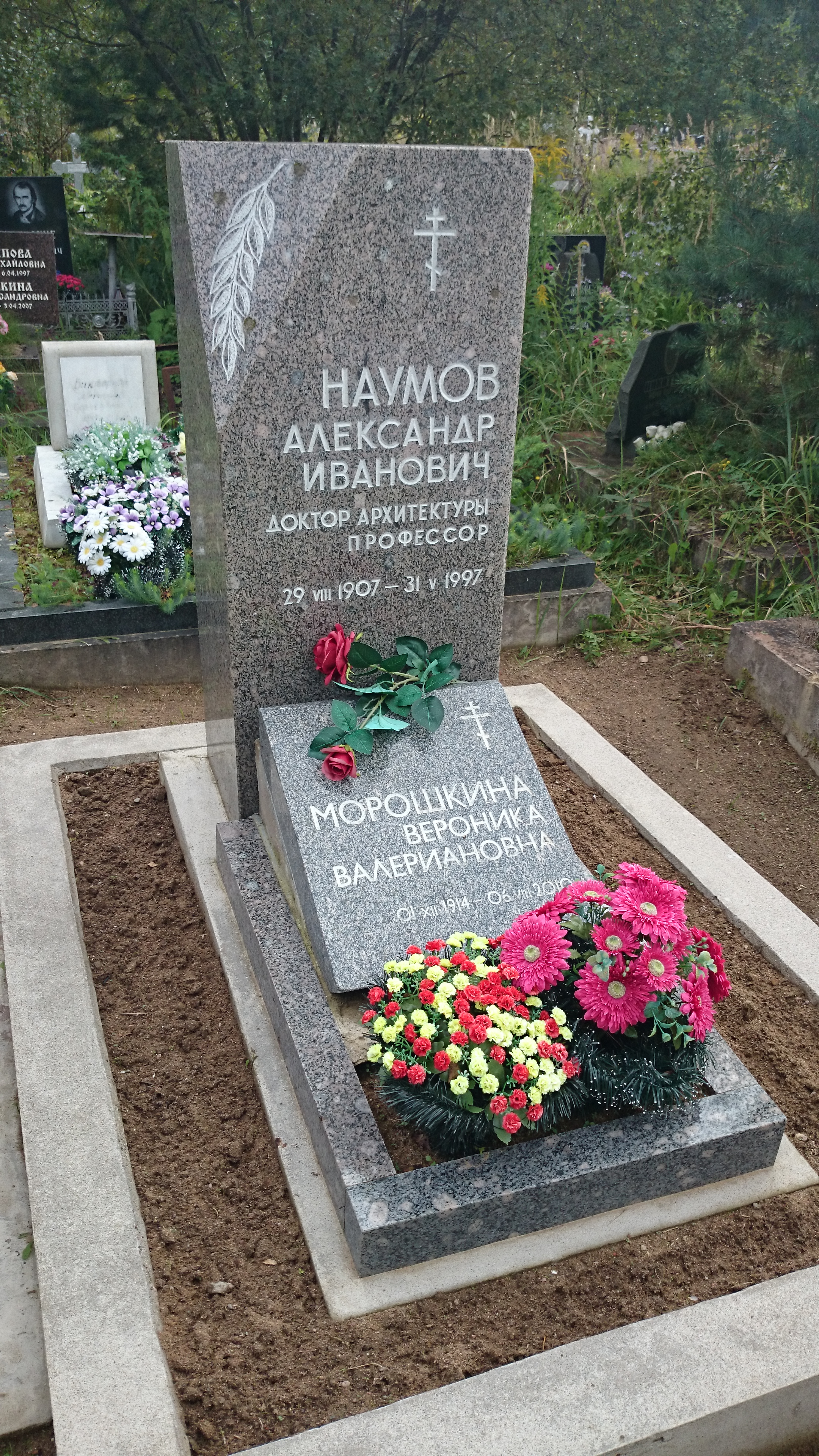
Могила А. И. Наумова на Северном кладбище в Санкт-Петербурге, 2014 г.

С октября 1950 по декабрь 1951 гг. Александр Наумов исполнял обязанности главного архитектора Ленинграда и начальника Архитектурно-планировочного управления, оставаясь при этом на своей прежней должности заместителя главного архитектора. Произошло это потому, что осенью 1950 г. его друг и руководитель Н. В. Баранов стал фигурантом «Ленинградского дела». Позже, в 1955 г., Баранов был полностью реабилитирован, восстановлен в коммунистической партии и в Академии архитектуры и смог вернуться в Ленинград. Но в 1950 г. в такой исход дела мало кто верил. А. И. Наумову сразу предложили занять кресло бывшего начальника, однако сам Наумов настоял на статусе исполняющего обязанности, посчитав, что не обладает необходимыми административными и дипломатическими способностями. Да и уважение к несправедливо отстранённому от дел руководителю не позволило ему пойти на этот шаг. Вероятно, он сам счёл бы такой поступок предательством.
Работа на износ в течение многих месяцев подорвала здоровье Наумова, он тяжело заболел, позже врачи нашли у него глаукому. Но это не помешало Александру Ивановичу вести активную градостроительную и преподавательскую деятельность вплоть до 1980 г. и воплотить в жизнь свой главный проект — Генеральный план Ленинграда 1966 г. Именно этот документ определил архитектурный облик не только Ленинграда, но и современного Санкт-Петербурга.
Скончался выдающийся градостроитель 31 мая 1997 года. Вероника Валерьяновна Морошкина пережила мужа на 13 лет. Супруги похоронены на Северном кладбище в Санкт-Петербурге.

## Градостроительство

### Генеральный план Ленинграда 1939—1941 гг.
Фактически это был первый Генеральный план Ленинграда, принятый при советской власти. Долгие годы город жил по эскизному проекту — общей схеме планировки, которая подвергалась неоднократной коррекции со стороны архитекторов. В 1935—1936 гг. к разработке первого проекта Генплана приступил авторский коллектив под руководством главного архитектора города Л. А. Ильина и его заместителя В. А. Витмана. Этот вариант предполагала активное развитие Ленинграда в южном, юго-западном и юго-восточном направлениях, предполагалось освоить обширную территорию от Стрельны до Пулковских высот. В итоге площадь города увеличивалась примерно в 1,5 раза: Ленинград должен был раскинуться на 50 000 гектаров, а численность населения — составить 3,5 млн человек.
Идеи, изложенные в дипломном проекте студента ЛИИКС Александра Наумова в 1936 г., вполне совпадали с этой концепцией. Поэтому Лев Александрович Ильин, совмещавший должность главного архитектора с преподаванием в ЛИИКС, пригласил перспективного выпускника на работу в Архитектурно-планировочный отдел Ленсовета, в подразделение, которое занималось проектированием генерального плана города. Уже в следующем 1937 г. первый вариант Генплана Ленинграда был вынесен на обсуждение профессионального сообщества. И сразу подвергся острой критике. Л. А. Ильин был отстранён от должности главного архитектора города. Его пост занял Н. В. Баранов, который предложил Наумову продолжить работу над Генеральным планом в должности своего заместителя.
Видный петербургский, а тогда ленинградский градостроитель, заслуженный архитектор России Борис Васильевич Николащенко писал о решении Баранова:
А. И. Наумов сыграл в своей сфере деятельности ключевую роль, совершив переход от Л. А. Ильина к Н. В. Баранову. Во время его работы произошли колоссальные изменения в глубине проработки, были изменены подходы к городу. Отделить Александра Ивановича Наумова от ленинградской школы невозможно, он ее и формировал, поэтому его вклад переоценить нельзя.
При подготовке новой редакции Генплана Наумов не только осуществлял общее руководство, но и занимался целевым проектированием отдельных районов. В зоне его ответственности находились Малая Охта, площадь у Володарского моста, Щемиловка, Автово и район Московского шоссе.
Работа над новым вариантом Генплана была завершена в 1939 г. Его отличала более компактная территория и органичная связь новых районов с историческим центром. Кроме того, Баранов и Наумов уделили большое внимание и главной водной артерии города — Неве, чего не было в прежнем варианте Ильина. Архитектурно-планировочная комиссия Ленгорисполкома утвердила проект Баранова и Наумова в январе 1941 г. Реализовать план помешала Великая Отечественная война.

### Маскировочные работы во время блокады

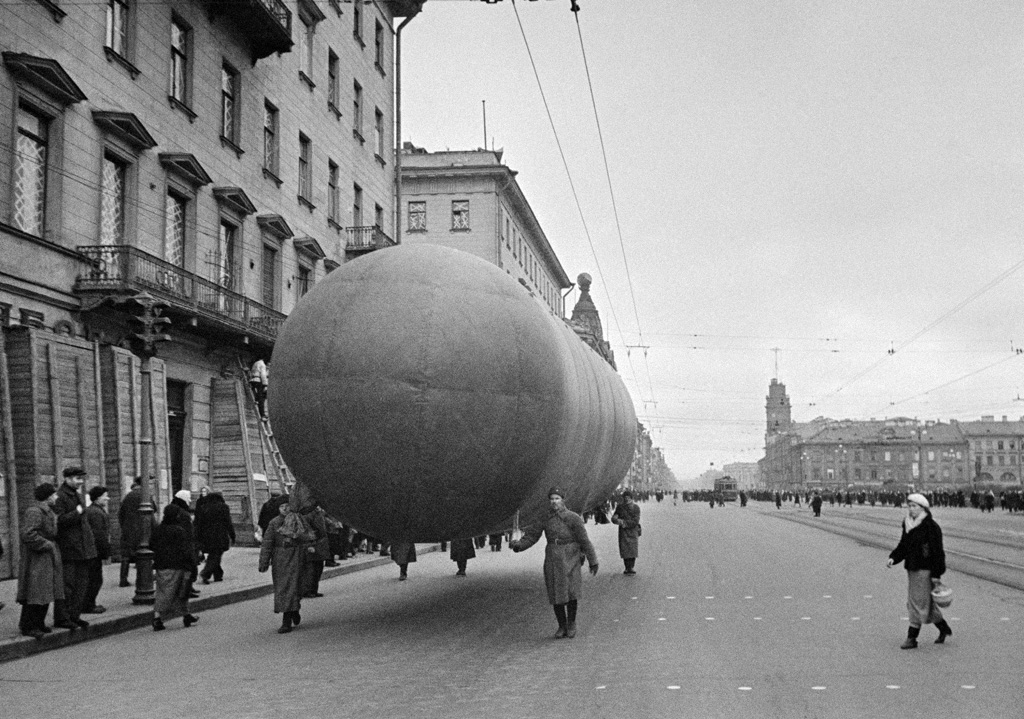
Заградительные аэростаты на Невском проспекте в Ленинграде, 1941 г.

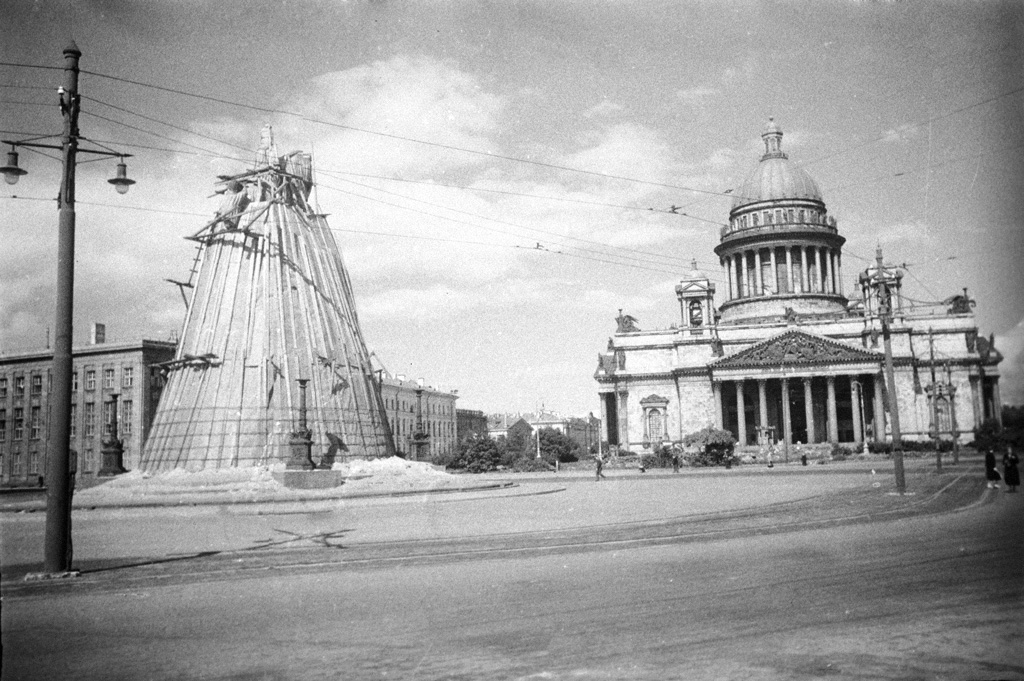
Исаакиевский собор и укрытый от бомб памятник Николаю I, 1942 г.

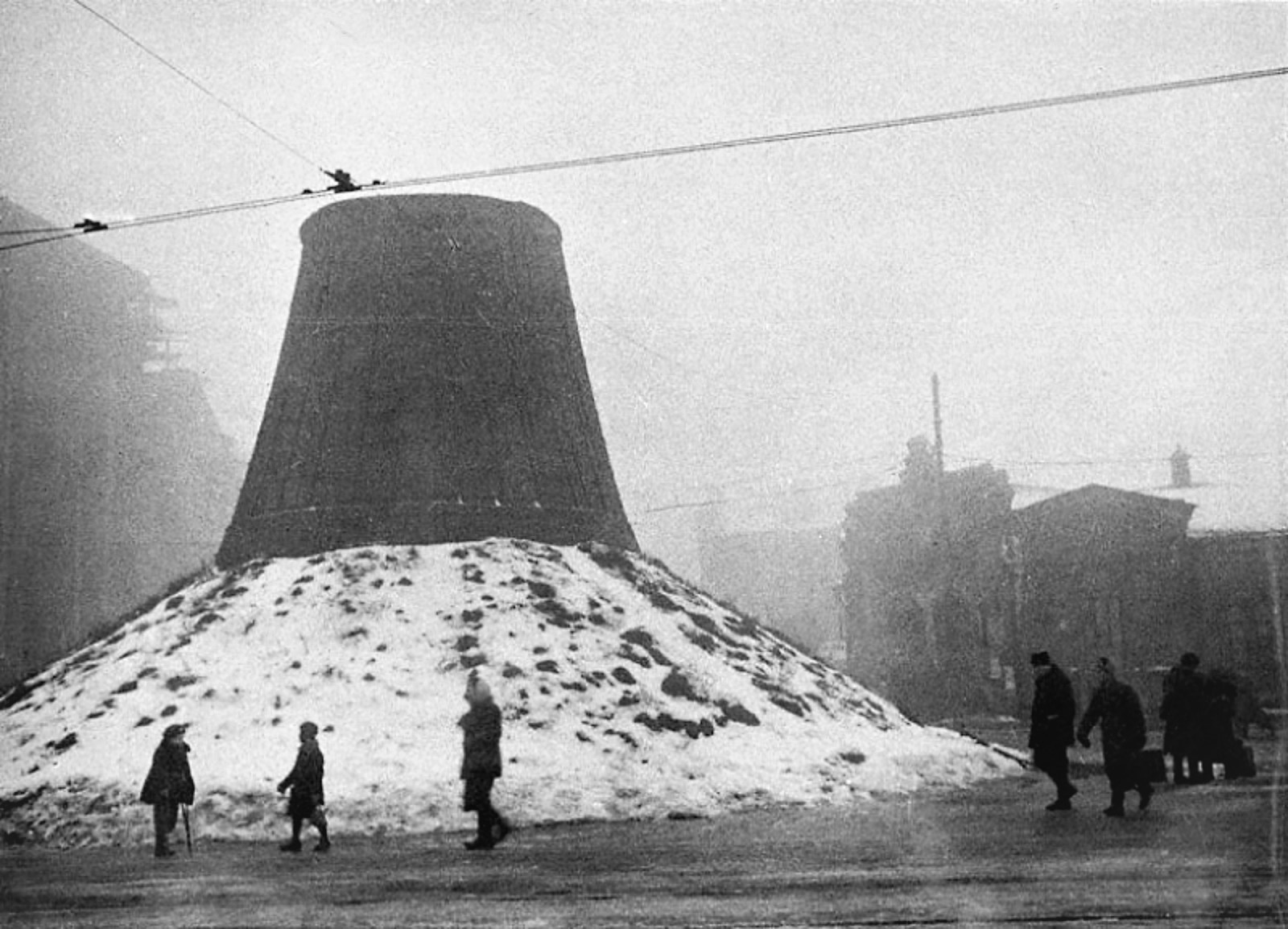
Укрытый досками и песком памятник В. И. Ленину у Финляндского вокзала,1942 г.

Война поставила особые задачи перед архитекторами, оставшимися в осажденном Ленинграде. План маскировки важнейших городских объектов был разработан ещё в довоенное время группой архитекторов под руководством главного архитектора Николая Баранова и его заместителя Александра Наумова. Масштабные маскировочные работы в Ленинграде стартовали уже 26 июня 1941 г., на пятый день войны. Одновременно требовалось проектировать и строить бомбоубежища для населения. Для этого использовались подвалы капитальных зданий, а на специально отобранных участках возводились новые убежища. Во дворах, садах и скверах создавались щели и траншеи, в которых могли спрятаться люди.
Особое внимание уделяли защите и маскировке бывшего Смольного института, где размещались главные органы областной и городской власти. Весь комплекс Смольного в рекордно короткие сроки был накрыт громадной сетью с изображением крон деревьев. И с высоты, для немецких лётчиков, он выглядел как парк. Свидетель блокадных событий Валерий Алексеевич Кузнецов, сын А. А. Кузнецова, занимавшего в годы Великой Отечественной войны пост второго секретаря Ленинградского горкома ВКП(б), вспоминал в эфире радиостанции «Эхо Москвы»:
Как ни странно, очень хорошо была организована маскировка. Это отдельная, видимо, страница. Все основные памятники не были разрушены, их закапывали в первые же дни войны, причем это все в плановом порядке. <...> И потом вот Смольный был покрыт маскировочными сетками так, что наши летчики говорили, что его невозможно было отличить от каких-то зеленых насаждений, пустота. И туда ни разу ни один снаряд, ни бомбы не попали.
Главный архитектор Ленинграда Николай Баранов описал свою работу с Александром Наумовым в книге «Силуэты блокады»:
Здание Смольного стоит вблизи излучины Невы, неподалеку от Смольного монастыря. Эти ориентиры укрыть невозможно. Решение было единственным: воспользоваться окружающим парком и скрыть здание под искусственным покровом больших куртин деревьев <...>. Над эскизом мы работали, не поднимая головы, и закончили его глубокой ночью. Утром подсчитали, сколько нужно брезента, маскировочных сетей, краски и других материалов <...>. Гардинно-тюлевой фабрике, текстильному комбинату и декорационным мастерским было срочно поручено плести специальные сети и накладывать на них, в соответствии эскизом, расписанные куски брезента, имитирующих кроны деревьев. Для маскировочных работ были мобилизованы декораторы всех 17 театров Ленинграда.
В расшифрованных, но неопубликованных воспоминаниях жительницы блокадного Ленинграда Натальи Михайловны Уствольской, ушедшей из жизни в 1986 г., есть упоминание маскировки Смольного:
Для плетения сетей не хватало шпагата. И вдруг, кто-то предложил воспользоваться - гамаками, хранившимися на складах ДЛТ, одного из крупных универмагов города. Гамаки эти были сплетены из прочнейшего английского шпагата и превосходно послужили для маскировки, раскачиваясь над крышами Смольного <...>. После очень удачного по своей естественности укрытия Смольного начались работы по технической маскировке наших промышленных, транспортных и прочих объектов города.
Работы было так много, что уже в сентябре 1941 г. А. И. Наумов вместе с коллегами — Н. В. Барановым и начальником Архитектурно-планировочного управления М. И. Морозовым — перешли на казарменное положение. Всю блокаду Наумов и Баранов прожили в двух подвальных помещениях в здании Главного архитектурно-планировочного управления (ГлавАПУ) на улице Зодчего Росси. Одна комната стала спальней, а другая — рабочим кабинетом.

### Генеральный план восстановления города 1948 г.
Уже в середине 1942 г., в самые тяжелые дни блокады, Александр Наумов и Николай Баранов начали разработку нового генерального плана восстановления и развития города. Внимание архитекторов было сосредоточено на формировании ансамблей городского центра и реконструкции крупных градостроительных узлов, расположенных вдоль Невы: площади Революции (c 1991 г. Троицкая площадь Петроградской стороны), площади Ленина перед Финляндским вокзалом, строительство которого началось ещё в довоенное время, и т. н. Охтинской прорезки — ансамбля перед Большеохтинским мостом. Одновременно с реконструкцией исторического центра Ленинграда проектировалась застройка вдоль Московского проспекта и проспекта Стачек, в районах Щемиловки и Малой Охты. Генплан восстановления и развития Ленинграда был закончен Барановым и Наумовым уже после Победы — в 1948 г..

### Новый Генеральный план Ленинграда 1966 гг.
В первую очередь новый Генплан учитывал стремительный рост города: уже в середине 1950-х гг. численность населения Ленинграда приблизилась к довоенной отметке, а в 1959 г. превысила 3,3 млн человек. В связи с этим планировалось массовое освоение территорий, расположенных на юго-западе Ленинграда. Новые земли под строительство отводились на востоке и севере города, в районе Муринского ручья. Кроме того, Генеральный план 1966 г. предусматривал большой объём строительства на северном и южном побережьях Финского залива. Также планировалось развивать намывные территории на Васильевском острове.
Именно тогда Александр Наумов окончательно сформулировал и документально закрепил новейшую градостроительная идею советского Ленинграда — выход к морю. Она заключалась в ликвидации возникшей ещё в ходе советско-финских войн ситуации, при которой город не развивался в сторону морских границ.
Ещё одна новация, внедренная под руководством Наумова — деление Ленинграда на «планировочные направления». До этого градостроители оперировали понятием «планировочный район», под которым подразумевалась территория с населением 250—350 тысяч человек, ограниченная естественными рубежами: железнодорожными линиями, водными протоками, городскими магистралями, а в периферийных частях — чертой города. Однако в ходе реализации и детализации Генплана 1966 г. стало ясно, что такая организация города приводит к появлению обширных «спальных районов», в которых не предусмотрено достаточного количества «мест приложения труда». В то время как «планировочного направления» должны были обеспечить гармоничную реализацию всех видов жизнедеятельности: труд, бытовые потребности, отдых.
Генеральный план Ленинграда 1966 г. стал первым планом города, который Совет Министров СССР утвердил в качестве главного градостроительного и планово-регулирующего документа на рекордный срок 20-25 лет.

### Мастерская № 1 института «ЛенНИИпроект»
Официально работа над новым Генеральным планом города велась в Ленинграде с 1958 по 1966 гг., но по факту А. И. Наумов вплотную приступил к этой теме значительно раньше — ещё в начале 1950-х гг., когда создал и возглавил мастерскую № 1 института «ЛенНИИпроект». От других подразделений института мастерская под руководством Наумова отличалась тем, что проектировала город целиком: определяла его размеры, численность населения, направления развития, оснащенность всеми необходимыми ресурсами.
Александр Наумов лично подбирал всех своих сотрудников, беседовал с каждым специалистом: от архитектора до машинистки. Инженер-экономист мастерской № 1 Анна Кузьминична Хорева вспоминала:
Александр Иванович был доброжелателен с сотрудниками и вообще со всеми людьми, с кем ему приходилось общаться. Особенно трепетно он относился к молодым кадрам: учил нас работать, проявлял удивительное терпение. Был случай, когда Александр Иванович заболел, кашлял. И тут же молодые сотрудники связали ему жилетку из тонкой шерсти. Надевать на майку, поближе к телу. Очень любили его люди.
Мастерская Наумова принимал участие во всех важных градостроительных конкурсах и получала первые премии. Разработка Генерального плана Ленинграда 1966 г. также была поручена его мастерской. Наряду с руководителями проекта, главным архитектором Ленинграда В. А. Каменским и А. И. Наумовым, в работе над Генпланом приняли участие следующие архитекторы: Г. Н. Булдаков, А. В. Гордеева. Г. К. Григорьева, Т. П. Кондратьева. Е. М. Лавровская, В. Ф. Назаров, Вяч. В. Попов, Д. Ф. Хохлов.
Однако меньше, чем через год после утверждения нового Генерального плана Ленинграда, Наумов покинул созданную им мастерскую. Это произошло в мае 1967-го. Фактически его уход был вынужденным: Наумова принудительно «проводили» с должности на волне негласного курса на «омолаживание» архитектурного руководства города — через три месяца ему исполнялось 60 лет. После этого основным местом работы Александра Наумова стала кафедра градостроительства в Ленинградском инженерно-строительном институте (ЛИСИ, бывшем ЛИИКС), где он раньше преподавал по совместительству. В институте Александр Иванович проработал до 1980 года.
После ухода Наумова мастерскую № 1 «ЛенНИИпроекта» возглавил один из его учеников — Геннадий Никанорович Булдаков. В 1971 г. он стал главным архитектором Ленинграда. После чего руководство мастерской принял ещё один ученик Наумова — Валентин Федорович Назаров. Ими был разработан Генеральный план развития Ленинграда и Ленинградской области, рассчитанный на период 1986—2006 гг., который стал логичным продолжением идей, сформулированных Наумовым в предыдущем проекте 1966 г..

### Другие проекты
На его счету Александра Наумова более 120 крупных проектных работ, в их числе:
- Проект общегородского центра Ленинграда, 1940 г. Архитекторы: А. И. Наумов, А. А. Афонченко, Б. М. Баталов, И. Г. Мецхваришвили. Первая премия в Ленинградском открытом конкурсе;
- Проект реконструкции Московского (Международного) проспекта, 1943 г. Архитекторы: А. И. Наумов, С. М. Верижников. Первая и вторая премии в Ленинградском открытом конкурсе;
- Проект социалистической реконструкции центра Берлина, 1960 г. Архитекторы: А. И. Наумов, С. В. Сперанский, Вл. В. Попов, В. С. Маслов. Третья премия на Международном конкурсе в Берлине;
- Проект планировки и застройки западной части Васильевского острова в Ленинграде, 1963 г. Архитекторы: А. И. Наумов, В. А. Каменский, И. И. Фомин, С. Г. Майофис, Вл. В. Попов, В. О. Шевеленко, Б. В. Николащенко. Проект представлен и одобрен на Всесоюзном закрытом конкурсе;
- Проект застройки прибрежной части района Большой Охты в Ленинграде, 1963 г. Архитекторы: А. И. Наумов, М. М. Вланина, В. Ф. Назаров, Д. Ф. Хохлов. Проект представлен на Ленинградском закрытом конкурсе;
- Проект реконструкции центра Киева, 1969 г. Архитекторы: А. И. Наумов, Г. Н. Булдаков, Г. А. Байков, А. Г. Леляков, П. И. Юшканцев, А. Я. Свирский, Е. М. Раппопорт. Вторя премия на Всесоюзном закрытом конкурсе;
- Проект планировки и застройки жилого района Ласнамяэ в Таллине, 1970 г. Архитекторы: А. И. Наумов, Г. Н. Булдаков, Г. А. Байков, А. Г. Леляков, П. И. Юшканцев, А. Я. Свирский, Е. М. Раппопорт. Третья премия на Всесоюзном закрытом конкурсе;
- Проект реконструкции центра Таллина, 1972 г. Архитекторы: А. И. Наумов, Г. Н. Булдаков, Г. А. Байков, Л. Ф. Васенина Л. Б. Дмитриев, А. Г. Леляков при участии Т. М. Куприяновой. Разделили первую и вторую премии с проектом Д. Брунса на Всесоюзном закрытом конкурсе;
- Проект планировки и застройки центра Перми, 1973 г. Архитекторы: В. П. Громов, В. С. Антощенков, Н. Н. Башнин, А. И. Кузнецов. Научные руководители: А. И. Наумов, Б. В. Муравьев.

## Научная и общественная деятельность

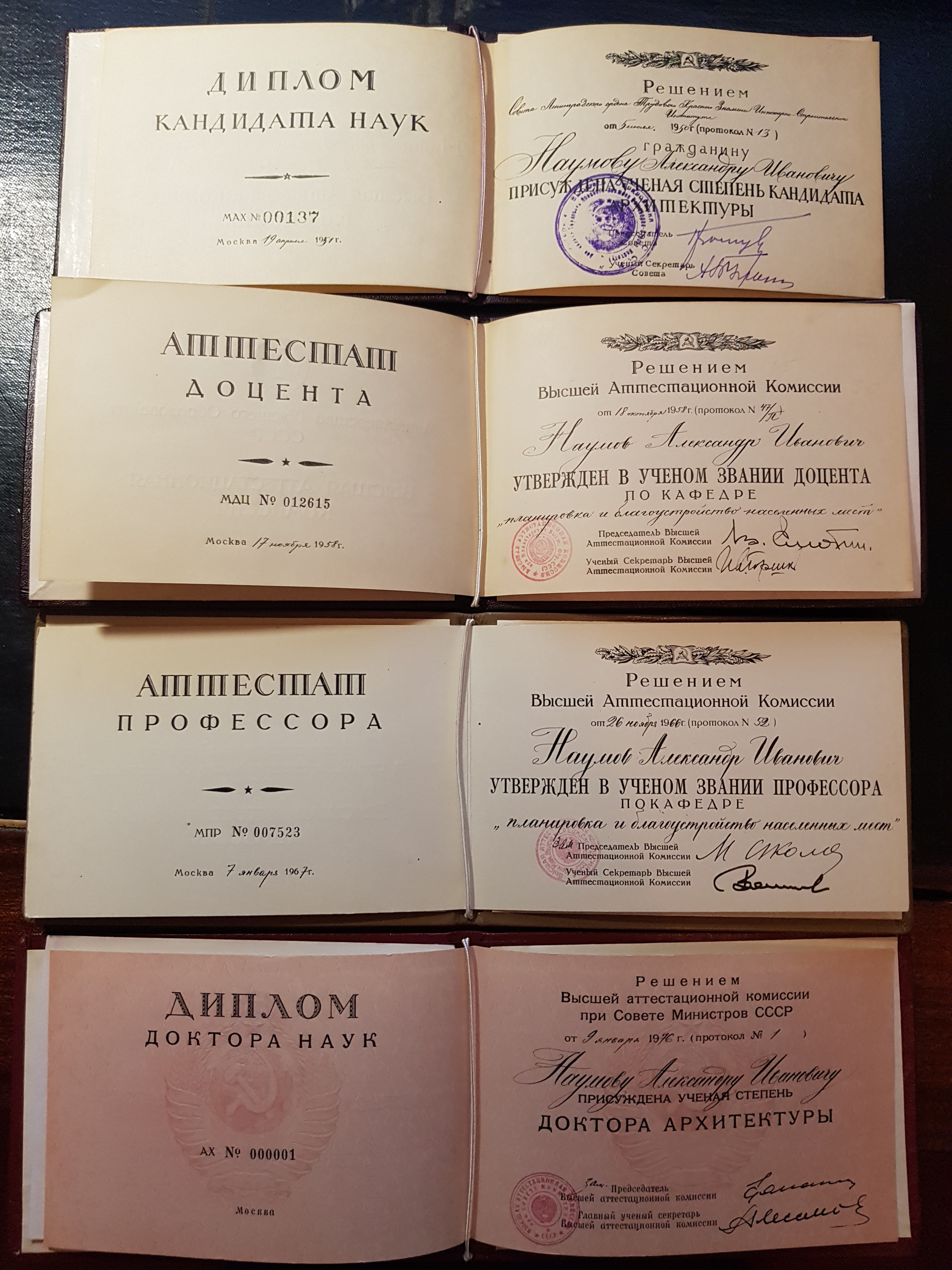
Дипломы и аттестаты Александра Наумова

Преподавать Александр Иванович Наумов начал в возрасте 45 лет. Таким образом градостроитель вернулся в альма-матер: Ленинградский инженерно-строительный институт (ЛИСИ, ранее — ЛИИКС). 5 июля 1950 г. А. И. Наумов получил диплом кандидата архитектуры (тема его кандидатской диссертации: «Планировка жилых массивов многоэтажного строительства в Ленинграде»), а с сентября 1952 г. стал читать курс лекций «Основы градостроительства» для студентов, обучающихся на архитектурном факультете ЛИСИ.
Для изучения передового западного опыта Александр Иванович в составе делегаций посетил многие европейские страны, в том числе Болгарию (1948 г.), Финляндию (1953 г.), ГДР (1958 и 1959 гг.), Францию (1957 и 1962 гг.), Англию, Швецию и Данию (1960 г.). В 1965 г. А. И. Наумов в составе советской делегации побывал в США. Результатом этой поездки явилась книга «Градостроительство США», выпущенная под его редакцией. В этот же период Наумов активно сотрудничал с видным ленинградским учёным, руководителем отдела реконструкции городов научного отделения ЛенНИИПградостроительства Александрой Викторовной Махровской. В 1963 г. вышла в свет их совместная книга: «Жилой район и микрорайон».
В 1957 г. Наумов был избран членом-корреспондентом Академии строительства и архитектуры СССР и сохранил этот статус до момента разгона академии в 1963 г..
В 1966 г. Александр Наумов был утверждён в звании профессора кафедры градостроительства архитектурного факультета ЛИСИ. Этой кафедрой он руководил до 1980 г. и подготовил 26 кандидатов архитектуры по градостроительной специализации. К нему, как к научному руководителю, приезжали молодые архитекторы из разных городов России и из-за рубежа. Его последователи и ученики работали и работают в вузах и органах архитектуры и градостроительства Санкт-Петербурга, Тулы, Саратова, Ростова-на-Дону, Иркутска, Владимира, а также за рубежом в Самарканде, Алма-Ате, Караганде, в городах Болгарии.
9 января 1976 г. А. И. Наумову решением ВАК была присуждена научная степень доктора архитектуры. Тема его докторской диссертации: «Проблемы преобразования крупнейших городов. Методика проектирования градостроительной структуры». Список научных работ Наумова включает 80 наименований. Почти все публикации связаны с градостроительными проблемами. Главной работой Александра Ивановича Наумова, обобщающей его громадный практический опыт, стала книга «Ленинград. Градостроительные проблемы развития», которую он написал вместе с Валентином Александровичем Каменским, в то время — главным архитектором Ленинграда. Первое издание книги вышло из печати в 1973 г. Монография состоит из трёх разделов: «Прошлое», «Настоящее» и «Будущее».
В феврале 1984 г. Александр Наумов был избран членом секретариата Союза архитекторов СССР и председателем правления Ленинградской организации Союза архитекторов РСФСР, он сменил на этих постах ушедшего и жизни Сергея Сперанского. Но уже в мае 1985 г. Наумов обратился к коллегам с просьбой освободить его «от обязанностей председателя правления по состоянию здоровья». Во главе Ленинградской организации Союза архитекторов встал будущий главный архитектор Ленинграда Сергей Соколов.

### Основные научные публикации
1. Ближайшие задачи ленинградских архитекторов // Архитектура и строительство Ленинграда. 1951. № 16, с. 1-3.
2. Развитие архитектурно-планировочной структуры Ленинграда // Архитектурное наследие. 1957. № 2, с. 4-12.
3. Планировка и застройка Ленинграда. Итоги послевоенного строительства / Под ред. А. И. Наумова. — М.: Госстройиздат, 1958 г. — 124 с.
4. Верижников С. М. Индустриальное жилищное строительство в Ленинграде / Под ред. А. И. Наумова. — М.: Госстройиздат, 1959 г. — 64 с.
5. Основы генерального плана развития Ленинграда // Градостроительные проблемы развития Ленинграда. Л.: Стройиздат, 1960, с. 3-16.
6. Ленинград выходит к морю. О проекте планировки и застройки прибрежных районов города // Строительство и архитектура Ленинграда. 1960. № 10, с. 1-8.
7. Махровская А. В., Иванова О. А., Наумов А. И. Жилой район и микрорайон. — М.: ЦНИИ теории, истории и архит., 1963 г. — 120 с., ил.
8. Архитектурно-планировочная организация и озеленение жилых районов // Строительство и архитектура Ленинграда. 1964. № 6, с. 14-23.
9. Градостроительство США / Под ред. А. И. Наумова. — М.: Госстройиздат, 1965 г. — 120 с., ил.
10. Общегородской центр Ленинграда: Проблемы развития и архитектурно-планировочная организация // Строительство и архитектура Ленинграда. 1968. № 6, с. 3-8.
11. Центр Ленинграда. Проблема реконструкции и развития // Строительство и архитектура Ленинграда. 1971. № 8, с. 10-13.
12. Ленинград, год 2000. Прогноз развития города // Строительство и архитектура Ленинграда. 1972. № 10, с. 16-19.
13. Каменский В. А., Наумов А. И. Ленинград. Градостроительные проблемы развития. — М.: Госстройиздат, 1973 г. — 360 с, ил.
14. Проблемы преобразования крупнейших городов. Методика преобразования градостроительной структуры // Доклад, представленный на соискание ученой степени доктора архитектуры. — Л.: ЛИСИ. 1974. — 79 с.
15. Северо-западный район Ленинграда: комплекс научно-проектных разработок // Архитектура СССР. 1984. № 4, с. 28-32.

## Награды и премии

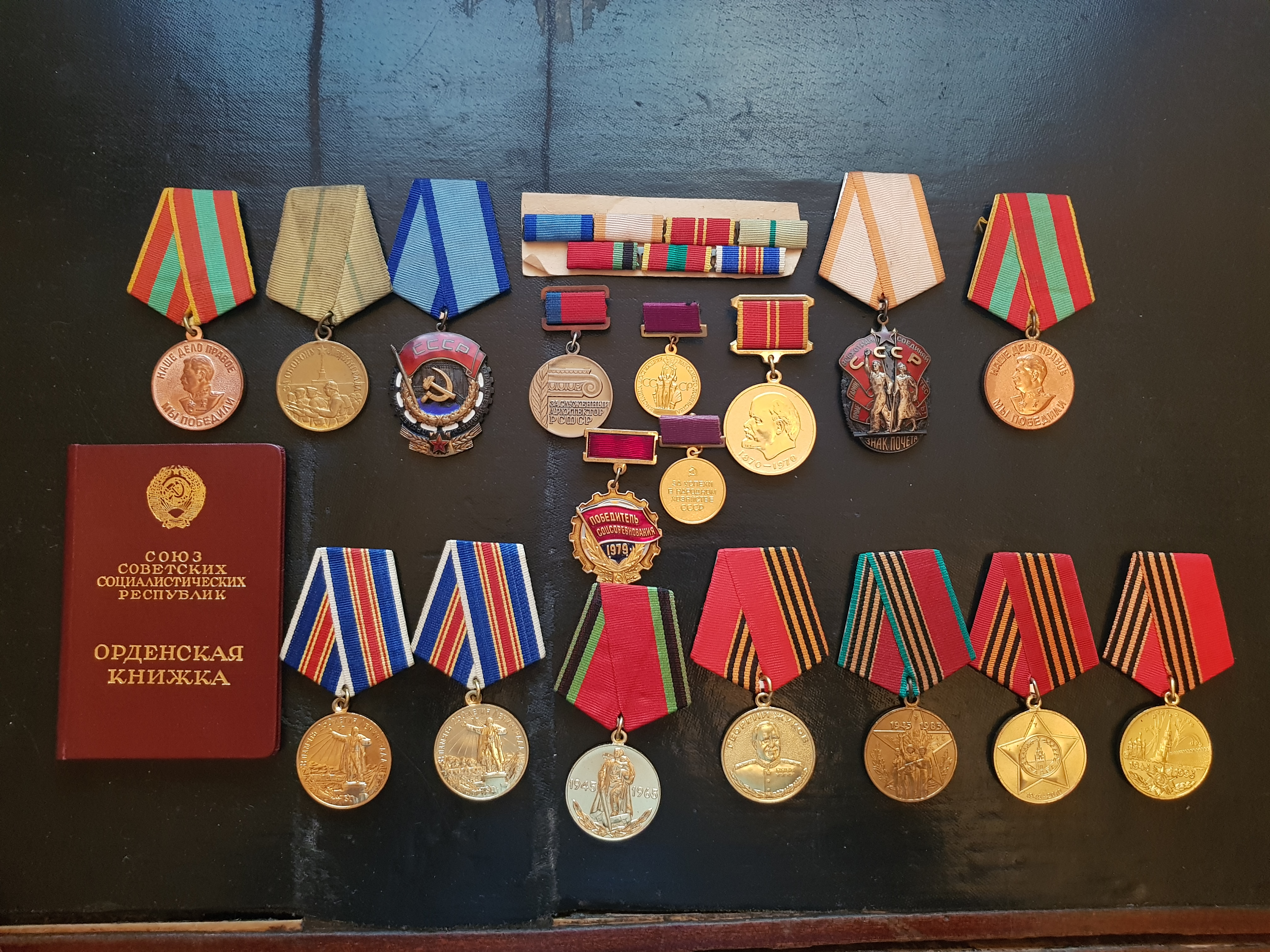
Ордена и медали Александра Наумова

О выдающейся роли архитектора и градостроителя Александра Наумова свидетельствует не только успешно реализованный Генеральный план Ленинграда 1966 г., но и перечень правительственных наград, которых он удостоился:
- медаль «За оборону Ленинграда» (июнь 1943 г.);
- медаль «За доблестный труд в Великой Отечественной войне 1941—1945 гг.» (декабрь 1948 г.);

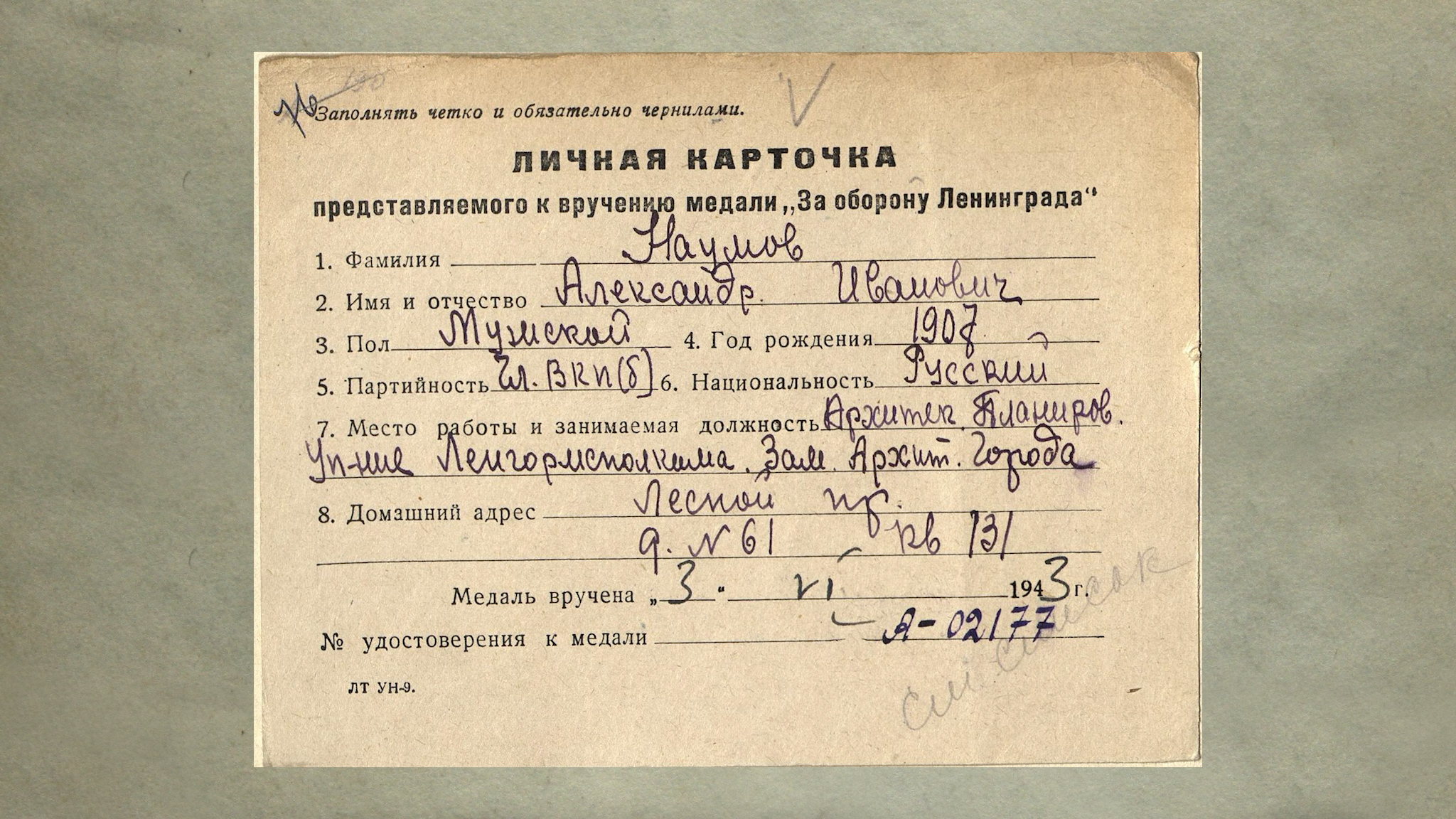
Наградная карточка заместителя главного архитектор Ленинграда А. И. Наумова. Оригинал хранится в ЦГА СПб. Фото сделано на съемках фильма «Архитектура блокады», 2019 год.

- медаль «В память 250-летия Ленинграда» (июль 1957 г.);
- орден Трудового Красного Знамени (июнь 1957 г.);
- орден «Знак Почета» (ноябрь 1965 г.);
- медаль «Двадцать лет победы в Великой Отечественной войне 1941—1945 гг.» (июль 1966 г.);
- медаль «В ознаменование 100-летия со дня рождения Владимира Ильича Ленина» (апрель 1970 г.).

Помимо правительственных наград Александр Наумов был отмечен «Малой золотой медалью» Совета Выставки достижений народного хозяйства СССР за лучший градостроительный проект (1961 г.) и «Золотой медалью» Совета ВДНХ СССР за достигнутые успехи в развитии народного хозяйства (1971 г.).
В апреле 1969 г. Александр Наумов получил почетное звание «Заслуженный архитектор РСФСР».

## Память
В 2020 году в рамках просветительского проекта «Сохранённая культура» в Санкт-Петербурге был снят документальный фильм-расследование «Архитектура блокады», посвященный маскировке Ленинграда в годы Великой Отечественной войны. Главными героями фильма  стали ленинградские архитекторы, оставшиеся в городе во время блокады. Среди них — главный архитектор Ленинграда Николай Баранов и его заместитель Александр Наумов, а также руководитель Государственной инспекцией по охране памятников архитектуры в Ленинграде (ныне — КГИОП Санкт-Петербурга) Николай Белехов, теоретик и практик транспортной архитектуры, Игорь Явейн, архитектор, художник, мастер художественного стекла Борис Смирнов, бывший главный архитектор Ленинграда Лев Ильин и архитектор, художник Яков Рубанчик. Автором идеи и продюсером проекта выступил внук архитектора Александра Наумова, петербургский юрист и ученый Виктор Наумов, режиссёр — Максим Якубсон. Премьера фильма состоялась в петербургском киноцентре «Дом кино» 27 января 2020 года — в День полного освобождения Ленинграда от фашистской блокады.
Так как в фильм вошли не все отснятые материалы, весной 2020 года создатели ленты смонтировали и разместили в свободном доступе на видеохостингах несколько дополнительных сюжетов, в том числе «Николай Баранов и Александр Наумов. Жизнь по Генплану».